# تايلر باشر
تايلر باشِر هو لاعب كرة قدم كندي محترف، يلعب في خط الهجوم لفريق بيرمينغهام لجيون في بطولة USL. ولد في 27 أبريل\نيسان 1994 في مدينة أونتاريو.

## روابط خارجية
تايلر باشر at the اتحاد كندا لكرة القدم 
- تايلر باشر  على سكروي